# 클라우스 디비아시

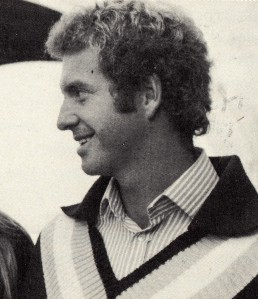

클라우스 디비아시(이탈리아어: Klaus Dibiasi, 1947년 10월 6일 ~ )는 전 이탈리아의 다이빙 선수로 1964년부터 4개의 연속적 하계 올림픽에 나갔다. 그는 1960년대 후반부터 1970년대 중반까지 플랫폼 종목에서 지배적이었다.
오스트리아 할인티롤에서 이탈리아인 부모에게서 태어나 어릴 때 부모와 이탈리아로 귀국하였다.
그의 부친 카를로는 전 국내 챔피언(1933~36)이고 1936년 하계 올림픽에서 플랫폼 종목의 10위를 하였다. 부친의 코치 아래 훈련을 받은 디비아시는 먼저 1964년 하계 올림픽에 나가 플랫폼 2위를 하다가, 다음 3개의 올림픽에서 그 종목의 3연속 금메달리스트가 되었다.
그는 3연속 금메달을 획득한 단 한명의 다이빙 선수이며, 4개의 하계 올림픽에서 메달을 획득한 단 한명의 다이빙 선수이다.
그는 또한 1973년과 1975년 세계 수상 선수권에서도 뛰어났으며, 총 4개의 메달을 땄다. 국내적으로 11개의 플랫폼과 7개의 스프링보드 타이틀을 우승하였다.
후에 이탈리아 다이빙 팀의 코치가 되었다.

## 같이 보기
- 올림픽 다관왕 목록
- 올림픽 이탈리아 선수단